# 핫코다 터널
핫코다 터널(일본어: 八甲田トンネル)은 도호쿠 신칸센의 시치노헤토와다역과 신아오모리역 사이에 있는 신칸센 전용 터널이다. 일본 아오모리현 시치노헤정과 아오모리시 사이에 위치한다. 길이는 26,455m이다. 2005년 2월 27일에 관통되어 2010년 12월 4일에 개통되었고, 이와테이치노헤 터널을 제치고 일본에서 가장 긴 육상 철도 터널이 되었으며 세이칸 터널에 이어 일본에서 두번째로 긴 철도 터널이 되었다.
건설은 독립행정법인 철도건설 운수시설정비 지원기구가 담당하였다. 관통까지의 건설비는 667억 엔이 소요되었다. 시공은 사토 공업 JV, 시미즈 건설 JV, 카시마 건설 JV, 오쿠무라쿠미 JV, 도비시마 건설 JV, 마에다 건설공업 JV에서 담당하였다.

## 역사
- 1998년 8월: 준비 공사 착수
- 1999년 6월: 굴착 시작
- 2005년 2월 27일: 관통
- 2006년 10월: 시치노헤 측에서 레일 발진
- 2007년 7월: 아오모리 측에서 레일 발진
- 2010년 12월 4일: 도호쿠 신칸센 해당 구간 개통에 따라 공용 개시